# Кошаєць (Прушковський повіт)
Кошаєць (пол. Koszajec) — село в Польщі, у гміні Брвінув Прушковського повіту Мазовецького воєводства.
Населення — 184 особи (2011).
У 1975-1998 роках село належало до Варшавського воєводства.

## Демографія
Демографічна структура станом на 31 березня 2011 року:
|          | Загалом | Допрацездатний вік | Працездатний вік | Постпрацездатний вік |
| -------- | ------- | ------------------ | ---------------- | -------------------- |
| Чоловіки | 92      | 13                 | 73               | 6                    |
| Жінки    | 92      | 12                 | 59               | 21                   |
| Разом    | 184     | 25                 | 132              | 27                   |